# Дејд Сити
Дејд Сити (енгл. Dade City) град је у америчкој савезној држави Флорида. По попису становништва из 2010. у њему је живело 6.437 становника.

## Демографија
Према попису становништва из 2010. у граду је живело 6.437 становника, што је 249 (4,0%) становника више него 2000. године.
| Група             | 2000.         | 2010.         |
| Белци             | 3.616 (58,4%) | 3.682 (57,2%) |
| Афроамериканци    | 1.495 (24,2%) | 1.316 (20,4%) |
| Азијати           | 37 (0,6%)     | 28 (0,4%)     |
| Хиспаноамериканци | 975 (15,8%)   | 1.329 (20,6%) |
| Укупно            | 6.188         | 6.437         |